# Notiphila brasiliensis
Notiphila brasiliensis är en tvåvingeart som beskrevs av Walker 1856. Notiphila brasiliensis ingår i släktet Notiphila och familjen vattenflugor. Inga underarter finns listade i Catalogue of Life.